# Юсупов, Магомед Джамалгаджиевич
Магомед Джамалгаджиевич Юсупов (15 ноября 1967, Буйнакск, Дагестанская АССР, РСФСР, СССР) — советский спортсмен, специализировался по каратэ, победитель чемпионатов СССР. Аварец по национальности.

## Спортивная карьера
Каратэ начал заниматься в 1980 году, Организация ДФБИ, занимался под руководством тренера Джамалутдина Асхабова в спортивном клубе «Дагестан».

## Личная жизнь
В 1984 году окончил школу № 7 в Махачкале. В 1992 году окончил Дагестанский государственный университет. Кандидат экономических наук.

## Спортивные достижения
- Чемпионат РСФСР по каратэ в весовой категории до 80 кг.. 1990г. — ;
- Чемпионат РСФСР по каратэ в весовой категории до 80 кг.. 1991г. — ;
- Чемпионат РСФСР по каратэ в командных соревнованиях  1991г. — ;
- Чемпионат СССР CABE по каратэ в весовой категории до 80 кг. 1990г., г.Саратов  — ;
- Всесоюзные соревнования по каратэ в весовой категории до 80 кг. 1990г., г.Свердловск — ;
- Всесоюзные соревнования по каратэ  в абсолютной категории в личных соревнованиях  1990г., г.Свердловск — ;
- Чемпионат СССР по каратэ  в личных соревнованиях в весовой категории до 80 кг. 1991г., г.Ростов-на-Дону — ;
- Чемпионат СССР по каратэ  в командных соревнованиях ( в кумитэ) 1991г., г.Ростов-на-Дону — ;
- Кубок СССР по каратэ в весовой категории до 78 кг. 1991г., г.Симферополь — ;
- Открытый чемпионат Ирана в абсолютной весовой категории 1991г., г.Тегеран — ;
- Кубок СОК СНГ по каратэ в весовой категории до 80 кг. 1992г., г.Заречный — ;
- Чемпионат России 1992г. — ;
- Неоднократный победитель и призер международных турниров класса А
- Участник чемпионатов Мира и Европы